# Albert I. Goriški
Albert I. Goriški ( ok. 1240 – 1. april 1304), član rodu goriških grofov (dinastije Majnhardincev ), je od leta 1258 vladal goriški grofiji ( Görz ) in Tirolski, skupaj s starejšim bratom Majnhardom IV. Leta 1271 sta si brata razdelila dediščino in Albert je postal edini vladar goriških posesti do svoje smrti. Njegovi potomci, skupno znani kot albertinska linija, so vladali goriški grofiji do izumrtja hiše leta 1500.

## Življenjepis
Albert je bil mlajši sin goriškega grofa Majnharda III., ki se je poročil z Adelaido, hčerko tirolskega grofa Alberta IV . Ker njegov tast ob smrti leta 1253 ni imel nobenega moškega potomca, je njegove posesti dedoval goriški grof Majnhard III.  in s tem lahko združil goriško in tirolsko deželo pod svojo vladavino.
Vladajoči kot goriško-tirolski grof Majnhard I., se je Albertov oče zapletel v oster spor s spanheimskim vojvodo Bernardom Koroškim in njegovim sinom, novoizvoljenim nadškofom Filipom Salzburškim. Majnhardova sinova, mladi Albert in njegov starejši brat Majnhard IV., sta bila od leta 1253, po porazu proti združenim koroškim in salzburškim silam, kot talca salzburškega nadškofa na gradu Hohenwerfen. Grof Majnhard je umrl leta 1258; njegova sinova, dokončno izpuščena leta 1262, sta nadaljevala z vladanjem svoji goriško-tirolski dediščini. Marca leta 1267 je Albert sodeloval v odpravi proti napredujočim beneškim silam v Istri, skupaj z oglejskim patriarhom Gregorjem  Montelonškim, vendar je patriarha kasneje celo ugrabil, kar je sprožilo dolgotrajni konflikt.
Leta 1271 je Albert po dolgotrajnem zapuščinskem sporu dokončno razdelil očetovo goriško-tirolsko dediščino s starejšim bratom Majnhardom. Prejel je Goriško grofijo, torej družinska posestva okoli Gorice v nekdanji Furlanski marki, v Istri in na Kranjskem, pa tudi v tirolski Pustriški dolini do Lienza, brat Majnhard pa je vladal kot tirolski grof. Medtem ko je tirolska veja dinastije Majnhardincev po moški liniji izumrla  po smrti Majnhardovega sina Henrika leta 1335, so Albertovi potomci vladali Gorici do smrti grofa Lenarta leta 1500.
V vojni za Koper (1274-1279) je Albert zopet stopil na stran patriarha Rajmonda della Torreja proti Benetkam in v zameno prejel trdnjavo Krmin. Ko je leta 1275 izbruhnil oboroženi spopad češkega kralja Otokarja II. z novoizvoljenim habsburškim kraljem Rudolfom I. Nemškim, je Albert vdrl v Otokarjeve dežele na Kranjskem in v Slovenski marki, medtem ko je njegov brat Majnhard zasedel Koroško; pozneje sta oba vdrla v vojvodino Štajersko (1276). Konflikt se je končal s kraljevo zaplembo Otokarjevih posesti, čeprav se je vojna kasneje nadaljevala, končala pa se je s smrtjo Otokarja v bitki na Marchfeldu leta 1278. V zahvalo za njuno podporo je Albertov brat Majnhard leta 1286 prejel v fevd vojvodino Koroško.
Leta 1283 sta bila Albert in patriarh Rajmond spet zaveznika proti Benetkam, tokrat v vojni za Trst; vendar je Albert leta 1289 po neuspelem napadu na  trdnjavo Romagna aprila 1289 z Benečani podpisal ločen mir.

## Poroka in potomci
Albert se je poročil z Evfemijo, hčerjo vojvode Piasta Konrada I. Głogóvskega in po njeni smrti leta 1275 grofico Evfemijo Ortenburško. Imel je dva sinova: Henrika III., rojenega 1263, ki ga je nasledil kot goriški grof od 1304 do 1323; in Alberta III., goriški grof od 1323 do 1325.
Albert je umrl leta 1304, njegove posesti je večinoma dobil Henrik III., medtem ko je Albert II. prejel le posesti v Pustriški dolini.